# ژوزه پاوولس
ژوزه پاوولس (انگلیسی: José Pauwels; ۲۴ ژوئن ۱۹۲۸ – ۷ ژوئیهٔ ۲۰۱۲) دوچرخه‌سوار اهل بلژیک بود.